# جيني فروست
جينيفر «جيني» فروست (بالإنجليزية: Jenny Frost)‏ هي مغنية وراقصة ومقدمة برامج تلفزيونية وعارضة أزياء إنكليزية، كانت عضوة في فرقة "Precious" ثم انتقلت إلى فرقة أتوميك كيتن عام 2001 حتى انفصال الفرقة عام 2008.

## وصلات خارجية
- جيني فروست على موقع IMDb (الإنجليزية)
- جيني فروست على موقع ميوزك برينز (الإنجليزية)
- جيني فروست على موقع ديسكوغز (الإنجليزية)
- جيني فروست على موقع قاعدة بيانات الفيلم (الإنجليزية)
- جيني فروست على موقع كينوبويسك (الروسية)